# Caroline Still Anderson
Caroline Still Anderson (Philadelphia, 1 de novembro de 1848 - Philadelphia, 1 ou 2 de junho de 1919) foi uma médica, educadora e ativista negra norte-americana. Foi pioneira na comunidade negra da Philadelphia e a primeira mulher negra a se tornar médica no país.

## Vida pessoal e educação
Caroline nasceu em 1 de novembro de 1848, filha mais velha de Letitia e William Still, na Philadelphia. Algumas fontes discordam do nome de sua mãe, algumas alegam ser Lucy, outras de que seria Letitia. Seus pais eram líderes no movimento abolicionista dos Estados Unidos, seu pai liderava o ramo da Philadelphia. Estudou em várias escolas quando criança, todas privadas, pois seus pais trabalhavam com carvão, que era muito rentável na época. Ele acreditava fortemente no valor da educação e encorajou suas filhas a estudar e a crescer.
Caroline terminou os ensinos primário e secundário aos 16 anos e em seguida se matriculou no Oberlin College, sendo a única estudante negra da sala. Formou-se aos 19 anos, a mais nova da classe. Depois de receber um bacharelado em artes, ela foi eleita como a primeira presidente negra da Ladies' Literary Society of Oberlin.
Ela se casou com seu primeiro marido, Edward A. Wiley, aluno do Oberlin College e ex-escravo, em uma cerimônia em sua casa em 28 de dezembro de 1869. Na festa estiveram pessoas influentes do movimento abolicionista e incluiu uma performance de Elizabeth Taylor Greenfield. Dois anos depois da morte de Edward, em 1875, ela se matriculou na Howard University College of Medicine, com doutorado pela Woman's Medical College of Pennsylvania, para onde se transferiu em 1876 e onde se formou em 1878. De sua classe com 17 alunos, apenas dois eram negros. Ela trabalhou como professora e tutora para poder pagar a faculdade.

## Carreira
Após se formar, Caroline começou sua carreira médica como residente, em 1878, no New England Hospital for Women and Children. Sua candidatura inicial foi rejeitada, por ela ser negra, e só foi admitida após visitar a cidade e conhecer pessoalmente a comissão de admissões. Admirada por seu talento, eles repudiaram a decisão inicial e a indicaram como residente por unanimidade.
Com o fim de sua residência em 1879, ela se mudou para sua cidade natal e se casou novamente, com o pastor Matthew Anderson, abrindo um consultório na igreja do marido. Em 1889, ela voltou a dar aulas, na área de higiene, fisiologia e dando palestras, enquanto clinicava. Neste mesmo ano, seu marido fundou uma escola de artes, chamada Berean Manual Training and Industrial School, onde Caroline era sua assistente na direção, além de lecionar. Ela também trabalhou em instituições Quaker, na Philadelphia.

### Ativismo
Em seus últimos anos, ela se tornou uma ativista social, trabalhando em diversas organizações na Philadelphia, em várias causas, como a de igualdade racial e o movimento de temperança, especialmente quando foi presidente da união feminina cristã do movimento, organizando encontros na Philadelphia.
Sua carreira acabou quando sofreu um AVC, em 1914.

## Morte
Caroline faleceu em 1º ou 2 de junho de 1919, na Philadelphia, por complicações deixadas por diversos AVCs, aos 71 anos O dia certo de sua morte varia.